# Thomas Tigue
Thomas M. Tigue (* 24. August 1945 in Pittston, Luzerne County, Pennsylvania; † 1. Februar 2016 in Hughestown, Luzerne County, Pennsylvania) war ein US-amerikanischer Politiker (Demokratische Partei).

## Leben
Tigue wurde 1945 als Sohn von Michael and Joan Tigue geboren und wuchs mit einer Schwester und zwei Brüdern auf. Er besuchte die St. John’s High School in Pittston und machte dort 1964 seinen Abschluss. Anschließend studierte er am King’s College in Wilkes-Barre und erhielt dort 1968 einen Bachelor of Arts. Tigue besuchte nun das Marywood College. Von 1968 bis 1971 diente er im United States Marine Corps und kam im Vietnamkrieg zum Einsatz, wo er im Rang eines Second Lieutenant einen Infanteriezug kommandierte. Hierfür wurde er mit einem Silver Star ausgezeichnet. Des Weiteren erhielt er das Vietnamese Cross of Gallantry verliehen. Nach seinem Ausscheiden aus dem aktiven Dienst gehörte bis 1991 der Reserve des United States Marine Corps an, zuletzt im Rang eines Colonels.
Nach seiner Rückkehr in die Vereinigten Staaten arbeitete Tigue von 1971 bis 1973 für das Pennsylvania Department of Public Welfare als Betreuer im Youth Forestry Camp 2 im Hickory Run State Park. Von 1973 bis 1978 war er Computerprogrammierer bei der Metropolitan Life Insurance. 1977 wurde er in das Pittston Area School Board gewählt und bekleidete von 1977 bis 1981 den Posten eines Schuldirektors im Pittston Area School District. Des Weiteren war er von 1978 bis 1981 als Geschäftsleiter in der Wyoming Valley Sanitary Authority tätig.
Im November 1980 wurde er als Demokrat in das Repräsentantenhaus von Pennsylvania gewählt und gehörte diesem ab 1981 für insgesamt 12 aufeinanderfolgende Legislaturperioden an. Bei den Wahlen 2006 verzichtete er auf eine erneute Kandidatur. Nach seinem Ausscheiden aus dem Repräsentantenhaus wurde er Managing Director des Delaware River Maritime Enterprise Council (DRMEC). Des Weiteren wurde er in das Luzerne County Democratic Committee gewählt. Ab 2013 gehörte er als vom Gouverneur ernanntes Mitglied dem Judicial Conduct Board of Pennsylvania an.
Tigue war verheiratet und hatte vier Kinder, einen Sohn und drei Töchter. Das King’s College verlieh ihm 1999 die Ehrendoktorwürde. 2007 wurde er in die Pennsylvania Department of Military and Veterans Affairs Hall of Fame aufgenommen. Im Mai 2015 wurde bei Tigue Lungenkrebs diagnostiziert. Er starb an dessen Folgen am 1. Februar 2016 und wurde auf dem St. Mary's Assumption Cemetery in Hughestown beigesetzt.